# Jákup Mikkelsen
Jákup Mikkelsen (ur. 14 sierpnia 1970 w Klaksvík na wyspie Borðoy) – farerski piłkarz, grający na pozycji bramkarza.

## Kariera klubowa
Mikkelsen urodził się w mieście Klaksvík, drugim co do wielkości na Wyspach Owczych. Piłkarską karierę zaczynał w miejscowym klubie KÍ Klaksvik, do którego trafił w wieku 20 lat. W 1991 roku wywalczył z zespołem tytuł mistrza kraju, jednak nie miał w tym udziału, gdyż był tylko rezerwowym. Bramkarzem pierwszej jedenastki został dopiero w 1993 roku, jednak w kolejnych latach zespół nie mógł powtórzyć osiągnięcia z 1991. W 1994 Mikkelsen grał we wszystkich meczach, a do tego zdołał zdobyć 1 bramkę w lidze, Klaksvik zajęło jednak dopiero 4. pozycję w lidze. Rok 1995 Mikkelsen także zaczął w barwach KÍ (także zdobył gola w lidze), jednak we wrześniu wyjechał z Wysp Owczych i trafił do duńskiego zespołu Herfølge BK pomagając zespołowi w utrzymaniu się w lidze. Przez pierwsze 2 sezony w Herfølge nie grał jednak wiele, dopiero w sezonie 1997/1998 na dobre wskoczył do bramki drużyny i zajął z nią 9. miejsce w Superligaen. W sezonie 1998/1999 Herfølge zagrało jeszcze lepiej i uplasowało się na 5. miejscu w tabeli, a wkład Jákupa był naprawdę duży. Zagrał we wszystkich 33 meczach ligowych, w których puścił 36 bramek (najmniej w lidze), a do tego sam strzelił 2 gole. W sezonie 1999/2000 Mikkelsen odniósł natomiast największy sukces na duńskich boiskach w swojej karierze. Herfølge zostało pierwszy raz w historii mistrzem Danii, a Mikkelsen rozegrał w mistrzowskim sezonie 31 meczów (na 33 możliwe). W zespole tym Mikkelsen spędził jeszcze jeden sezon, ale był on bardzo nieudany dla klubu, który zamiast bronić tytułu mistrza Danii, niespodziewanie spadł z ligi zajmując dopiero 11. miejsce. Zimą 2001 rozpoczął się nowy sezon w norweskiej lidze i Mikkelsen zasilił wówczas szeregi Molde FK. W lidze zadebiutował jednak dopiero w 22 lipca w zremisowanym 1:1 meczu z Rosenborgiem Trondheim. W tym okresie na bramce słabo spisującego się Szweda Eddiego Gustafssona. Jednak kolejne 1,5 roku spędzone w Molde Mikkelsen mógł zaliczyć do straconych. Zagrał w nich tylko 2 mecze i zimą 2003 postanowił odejść do szkockiego Partick Thistle F.C. Rozegrał tam tylko 5 meczów, a jego zespół spadł z Premier League. Po niemal 10-letniej tułaczce Jákup zdecydował się powrócić na Wyspy Owcze i przez jeden sezon grał w rodzimym KÍ. Od 2005 do 2007 roku był zawodnikiem B36 Tórshavn, ale w 2007 przeniósł się znów do swego pierwszego klubu – KÍ. Na początku 2010 przeszedł do ÍF Fuglafjørður.
| Sezon     | Klub                 | Kraj        | Rozgrywki               | Mecze | Bramki |
| --------- | -------------------- | ----------- | ----------------------- | ----- | ------ |
| 1994      | KÍ Klaksvik          | Wyspy Owcze | Formuladeildin          | 18    | 1      |
| 1995      | KÍ Klaksvik          | Wyspy Owcze | Formuladeildin          | 10    | 1      |
| 1995/96   | Herfølge BK          | Dania       | Superligaen             | 15    | 0      |
| 1996/97   | Herfølge BK          | Dania       | Superligaen             | 7     | 0      |
| 1997/98   | Herfølge BK          | Dania       | Superligaen             | 22    | 0      |
| 1998/99   | Herfølge BK          | Dania       | Superligaen             | 33    | 2      |
| 1999/2000 | Herfølge BK          | Dania       | Superligaen             | 31    | 0      |
| 2000/2001 | Herfølge BK          | Dania       | Superligaen             | 28    | 0      |
| 2001      | Molde FK             | Norwegia    | Adeccoligaen            | 10    | 0      |
| 2002      | Molde FK             | Norwegia    | Adeccoligaen            | 1     | 0      |
| 2003      | Molde FK             | Norwegia    | Adeccoligaen            | 1     | 0      |
| 2003/04   | Partick Thistle F.C. | Szkocja     | Scottish Premier League | 5     | 0      |
| 2003      | KÍ Klaksvik          | Wyspy Owcze | Formuladeildin          | ?     | ?      |
| 2004      | HB Tórshavn          | Wyspy Owcze | Formuladeildin          | ?     | ?      |
| 2005      | B36 Tórshavn         | Wyspy Owcze | Formuladeildin          | 27    | 0      |
| 2006      | B36 Tórshavn         | Wyspy Owcze | Formuladeildin          | 29    | 0      |
| 2007      | B36 Tórshavn         | Wyspy Owcze | Formuladeildin          | 15    | 0      |

## Kariera reprezentacyjna
W reprezentacji Wysp Owczych Mikkelsen zadebiutował 2 lipca 1995 roku w przegranym 0:2 towarzyskim meczu z Islandią.
16 sierpnia 2012 rozegrał swój ostatni mecz w kadrze. Przeciwnikiem była reprezentacja Islandii. W dniu meczu Mikkelsen miał 42 lata i 1 dzień, co czyni go najstarszym bramkarzem, który rozegrał mecz reprezentacyjny.
W latach 1995–2012 rozegrał łącznie 73 spotkania w kadrze narodowej.

## Sukcesy
- Mistrzostwo Wysp Owczych: 1991 z KÍ, 2005 z B 36
- Mistrzostwo Danii: 2000 z Herfølge BK